# Plutarchia (насекомые)
Plutarchia (лат.) — род наездников семейства эвритомиды (Eurytomidae, Chalcidoidea) из подотряда стебельчатобрюхие отряда перепончатокрылые. Около 15 видов. Назван в честь древнегреческого философа Плутарха.

## Распространение
Виды рода Plutarchia обнаружены в Африке, Южной Азии и Австралазии. Из описанных видов один происходит из Африки, один — из Австралии и 11 — из Южной Азии. В 2024 году впервые обнаружены в Палеарктике (2 вида в Южной Корее).

## Описание
Мелкие наездники (длина около 2 мм) чёрного цвета. Виды рода Plutarchia паразитируют на куколках минирующих мух (Agromyzidae). Концепция этого рода претерпела несколько морфологических пересмотров, с новыми видами, добавленными Subba Rao (1974), Bouček (1988), Narendran (1994) и Lotfalizadeh et al. (2007). Согласно Lotfalizadeh et al. (2007), он был помещен в кладу рода Philolema на основании морфологических признаков. Однако благодаря уникальным характеристикам, таким как выступающая мезоплевра, передний тазик с большим углублением и слияние 1-го и 2-го гастральных тергитов с крупными базальными ямками, они сохранили самостоятельное родовое название.
Хозяин Plutarchia не очень хорошо известен, но Bouček (1988) предположил, что этот род является паразитоидом куколок двукрылых, в частности Agromyzidae. Он указал, что P. indefensa (Walker) был выведен из Melanagromyza sp. (Diptera: Agromyzidae) в Индии, P. bicarinativentris был найден в стручках Glycine clandestina (семейство Бобовые) в Австралии, а неописанные виды были выведены из Ophiomyia phaseoli (Agromyzidae) в Папуа — Новой Гвинее. Plutarchia malabarica выращена на мухах Agromyzidae, нападающих на семена Pueraria lobata (Willd.) Ohwi (Fabaceae).

## Систематика
Известно около 15 видов. Род был впервые выделен в 1925 году американским энтомологом Александром Жироу и первоначально включал только один вид из Австралии.
- Plutarchia bengalensis Narendran & Padmasenan, 1990[7]
- Plutarchia bicarinativentris Girault, 1925[8][9]
- Plutarchia carinata Narendran & Padmasenan, 1990[7]
- Plutarchia fronta Narendran, 1994[1]
- Plutarchia fuscipennata Park et Lee, 2024[2]
- Plutarchia gastris Narendran, 1994[1]
- Plutarchia giraulti Subba Rao, 1974[10]
- Plutarchia gracillima (Dalla Torre, 1898)[11][12][1]
- Plutarchia hayati Narendran & Padmasenan, 1990[7]
- Plutarchia indefensa (Walker, 1860)[13][10]
- Plutarchia keralensis Narendran & Padmasenan, 1990[7]
- Plutarchia malabarica Narendran & Padmasenan, 1990[7]
- Plutarchia marginata Narendran & Padmasenan, 1990[7]
- Plutarchia neepalica Narendran, 1994[1]